# Lower Saloum
Lower Saloum é um distrito da Gâmbia, no censo de 2013 a população contava com 15,446 habitantes.